# Donald O'Connor
Donald David Dixon Ronald O'Connor (28. srpna 1925 Chicago – 27. září 2003 Los Angeles) byl americký tanečník, zpěvák a herec. Proslavil se sérií filmů, v nichž hrál postupně s Glorií Jean, Peggy Ryanovou a Francisem Mluvícím mezek.

## Život
Donald O'Connor se narodil 28. srpna 1925 v Chicagu do vaudevillové rodiny, kde se naučil tančit, zpívat a hrát. Ve filmech začal vystupovat v roce 1937. V jedenácti letech debutoval ve filmu Melody for Two, kde vystupoval se svou rodinou. Hrál také ve filmu společnosti Columbia It Can't Last Forever (1937).
Na začátku 40. let 20. století začal hrát ve filmech společnosti Universal. Hrál například ve filmech What's Cookin'? (1942), Give Out, Sisters (1942), nebo Bowery to Broadway (1945). V roce 1952 si zahrál ve filmu Zpívání v dešti, za který získal Zlatý glóbus za nejlepší mužský herecký výkon. Ze čtyř nominací získal také cenu Primetime Emmy a dvě hvězdy na hollywoodském chodníku slávy. V roce 1981 si zahrál ve filmu Miloše Formana Ragtime, kde hrál instruktora tance. Ve hraní pokračoval až do roku 1999.
V roce 1990 podstoupil operaci srdečního bypassu a v lednu 1999 téměř zemřel na zápal plic. Zemřel 27. září 2003 na komplikace srdečního selhání ve věku 78 let v nemocnici v Los Angeles.

### Osobní život
Byl dvakrát ženatý a měl čtyři děti. Poprvé se oženil v roce 1944 s Gwendolyn Carterovou. Vzali se v Tijuaně. Měli spolu jedno dítě, dceru Donnu. Manželé se rozvedli v roce 1954.
Od října 1956 až do své smrti byl ženatý s Glorií Nobleovou. Měli tři děti: Alice, Freda a Kevina. Gloria zemřela v červnu 2013.

## Filmografie (výběr)
- Melody for Two (1937)
- It Can't Last Forever (1937)
- What's Cookin'? (1942)
- Give Out, Sisters (1942)
- Bowery to Broadway (1945)
- Zpívání v dešti (1952)
- Ragtime (1981)
- Hračky (1992)